# AJ Produkter
AJ Produkter AB er en svensk møbelforhandler, der sælger via. postordre. De har showrooms i bl.a. Halmstad, Albertslund og Kløfta. Der sælges primært møbler til kontor, skole, lager og industri.
AJ Produkter blev etableret i 1975 af Anders Johansson i forældrenes gildesal i Hyltebruk i vestre Småland. I dag har de ca. 300 ansatte og omsætter for 2,1 mia. svenske kroner. AJ Produkters moderselskab er AJ Products Group AB med 1.030 ansatte.